# Fokker D.XXIII
Fokker D. XXIII – dwusilnikowy holenderski samolot myśliwski z 1939 roku. Wyprodukowano tylko prototyp.

## Historia
D. XXIII został zaprojektowany przez inżyniera Mariusa Beelinga w 1939 roku. Samolot wzbudził duże zainteresowanie ze względu na swoją konstrukcję. Dwa silniki były zainstalowane w pozycji tandemu (na obydwóch końcach kadłuba) oraz z podwójnym statecznikiem ogonowym. Planowano także zainstalować katapultę siedzenia pilota.
30 maja 1939 roku odbył się pierwszy lot samolotu. Silnik Walter Sagitta I-SR okazał się zbyt słaby, ponadto wystąpiły problemy z chłodzeniem. Fokker rozważał zakup silników od Rolls-Royce lub Daimler-Benz. Podczas inwazji Trzeciej Rzeszy na Holandię 10 maja 1940 roku jedyny prototyp uległ zniszczeniu podczas ataku Wermachtu i nalotów Luftwaffe na miejscowość Schiphol.

## Konstrukcja
D.XXIII był samolotem o konstrukcji mieszanej. Kadłub został wykonany z metalu, skrzydła i ogon z drewna z elementami metalowymi. Podwozie było chowane w locie. Kabina pilota była zamknięta.